# Сангимгорт
Санги́мго́рт (рос. Сангымгорт) — село у складі Шуришкарського району Ямало-Ненецького автономного округу Тюменської області, Росія. Входить до складу Лопхаринського сільського поселення.
Населення — 19 осіб (2010, 28 у 2002).
Національний склад станом на 2002 рік: ханти — 100 %.
Стара назва — Куноват.